# Взаимоучителен метод
Бел-Ланкастърският метод, известен и като взаимоучителен метод, наречен така в чест на британските педагози доктор Андрю Бел и Джоузеф Ланкастър, които го прилагат независимо един от друг, е образователен метод, който придобива световно разпространение в началото на 19 век, включително и в българските земи. Училищата, използващи този метод, са наричани взаимни училища.
Пътешественикът Пиетро дела Вале го открива в Индия около 1623 г. Самостоятелно до него стигат някои германски училища в средата на 18 век, както и в Болницата на милосърдието в Париж през 1747 г.
Методът е базиран на това по-напредналите и способни ученици, под надзора на учителя, да се използват като негови помощници в предаването на усвоените от тях знания на другите ученици. Методът днес е известен като учене чрез преподаване. Мотото на метода е „Qui docet, discit“ – който преподава, научава. Учениците са разпределяни в няколко класа не по възраст, а по ниво на знания. Предимството на метода е, че преподавайки, стимулира по-напредналия ученик да се самоусъвършенства, а недостатъкът – липсата на педагогически опит, което често е било съпровождано и от телесни наказания.
Бел-Ланкастърският метод е използван от преподавателите в Европа през 19 век, тъй като е лесен начин за разширяване на основното образование сред по-широки слоеве на населението там, където няма разгърната мрежа от народни (общински) училища. Методологията е възприета от католическата църква в Англия и Уелс, а по-късно и в британската образователна система. Получава разпространение и в много други страни (Русия, Франция, Италия, САЩ) главно като средство за първоначално ограмотяване. В България първото такова училище е открито през 1835 г. от Неофит Рилски и поради недостига на учители методът става основно средство за преподаване в килийните училища през Българското възраждане.
През 1825 г. взаимните училища са забранени в Швейцария и по-късно почти отпадат като практика в Централна и Западна Европа.
Системата е сходна донякъде с начина, по който работят преподавателите и докторантите в българските университети и на запад.

## В България
В България взаимните училища се разпространяват от средата на 30-те години на XIX век. Обучението в тях продължава 2 години и се извършва на български език. Учениците изучават граматика, нравоучение, хигиена, естествознание, география, история, аритметика и вероучение. Издръжката на училищата се поема от местното население.
Първото взаимно училище е открито от Неофит Рилски по инициатива на Васил Априлов в Габрово на 2 януари 1835 г. Просветителят Атанас Иванов (12 февруари 1810 – 5 юли 1897) открива взаимно училище и в Стара Загора на 1 март 1841 г.
Известният просветен и църковен деец Неофит Рилски съставя и първите взаимоучителни таблици на български език, които служат за учебни пособия. В тях се съдържа целият учебен материал, предвиден за децата от взаимните училища.

Около 1850 г. в Търново: 
| „                                                    | Никола Златарски преподавал, освен пеене, следните предмети: българско черковнославянско четене, свещена история, аритметика, чuстоnuсанuе; Славейков преподавал катехизис, българска граматика, черковнославянска граматика ("Писменницата на славянскiя языкъ" от Ив. Н. Момчилов от 1847 г.), география и всеобща история. | “ |
| Иван Церов, Известия на Народния музей – Варна, 1914 | |   |

В този си вид взаимните училища са важен етап в развитието на учебното дело по българските земи през Възраждането. През тях преминават мнозина дейци, които след това играят немалка роля в развитието на просветното дело. Взаимното училище поставя началото на новобългарското образование. В това се състои неговата най-голяма заслуга.